# Жугдердемидийн Гурагча
В това монголско име Гурагча е лично име.
Жугдердемиди́йн Гурагча́ Санса́р (на монголски: Жүгдэрдэмидийн Гүррагчаа), с фамилно име Сансар от 1996 г., е виден монголски военен деец (космонавт, генерал), политик (министър, депутат) и общественик.

Той е 1-вият космонавт на Монголия и 101-вият в света. Космонавт-изследовател е на космическия кораб (КК) „Союз 39“ и орбиталния научноизследователски комплекс орбитална станция „Салют-6“ – КК „Союз Т-4“ – КК „Союз 39“. Министър е на отбраната на Монголия от 2000 до 2004 г.

## Ранни години
Роден е в с. Рашаант, Булгански аймак, Монголия на 5 декември 1947 г. След завършване на средното си образование учи в Селскостопанския институт в Улан Батор, столицата на Монголия.
Постъпва в Монголската народна армия (МНА) през 1968 г. Служи като радист в радиотехническите войски. Изпратен е през 1971 г. на обучение в Съветския съюз в училище за младши авиационни специалисти, което завършва през 1972 г., а след това продължава военната си служба в частите на МНА. През 1977 г., след завършване на Военновъздушната инженерна академия „Н. Е. Жуковски“ в СССР, служи като инженер по авиационно оборудване в отделна авиационна ескадрила на МНА.
Член е на Монголската народна революционна партия (МНРП) от 1979 г.

## Преди полета
През 1978 г. с решение на специална комисия се класира сред 4-та кандидати и е избран в двойката от Монголия за подготовка за космически полет по програмата за сътрудничество между социалистическите страни „Интеркосмос“. През март същата година започва подготовка за полет в Центъра за подготовка на космонавти „Ю. Гагарин“. Завършва пълния курс по подготовка за полет на космически кораби тип „Союз“ и орбиталната станция „Салют-6“.

## Полет в Космоса
Космическия си полет извършва от 22 до 30 март 1981 г. като космонавт-изследовател на космическия кораб „Союз 39“ (с командир на екипажа Владимир Джанибеков) и орбиталния научноизследователски комплекс „Салют-6“ – „Союз Т-4“, където работи с екипажа на основната експедиция (в състав командир Владимир Ковальонок и бординженер Виктор Савиних).

## След полета
Веднага след завръщането му в родината първият монголски космонавт е назначен за заместник-завеждащ административния отдел на Централния комитет на МНРП. През 1983 г. става председател на Централния съвет на Дружеството за съдействие на отбраната на МНР. По-късно е председател на Съюза на монголските дружества за дружба в периода 1992 – 1996 и отново от 2004 г.
В следващите години е сред ръководителите на националната космическа програма. През 1984 г. е повишен във военно звание генерал-майор в МНА. Той е заместник-командващ войските за ПВО на Монголия през 1996 – 1997 г., а после едновременно и началник на щаба им през 1997 – 2000 г.
В правителството на Намбарин Енхбаяр заема длъжността министър на отбраната на Монголия в периода 2000 – 2004 г. От март 2005 до 2008 г. е депутат от МНРП във Великия народен хурал на Монголия.
Понастоящем е ръководител на Астропарка на Института по астрономия и геофизика на Академията на науките на Монголия.
Председател е на националната федерация по хокей с топка (на лед). Оглавява фондация за развитие на този спорт в неговата родина.
Живее в Улан Батор. През 1996 г. в рамките на програмата по възстановяване на родовите фамилни имена избира за фамилия думата Сансар (означаваща „космос“ на санскрит)
Автор е на книгата на английски To a Friendly World (1988), издадена и на руски „Сердечно близкий мир“ (2001).